# نبرد قسطنطنیه (۳۷۸)
نبرد قسطنطنیه به دنبال پیروزی در نبرد آدریانوپل، جنگی بود که در سال ۳۷۸ میلادی از سوی گوت‌ها به شهر کنستانتینوپل تحمیل شد. بیوهٔ امپراتور والنس دفاع را آماده کرده و همچنین شهر را با رزمندگان عرب تقویت کرد که در نبرد عالی عمل کردند. گفته می‌شود زمانیکه یک سرباز لخت عرب به سوی مهاجمین حمله برآورده و سپس دشمنان را سلاخی کرده و خون یکی از دشمنان سر بریده شده را خورد، گوت‌ها را بسیار تحت تأثیر قرار داد. منبع‌های دیگر می‌گویند که گوت‌ها اتفاقاً حمله را ترک کردند، چراکه حریفشان از نظر تعداد بیشتر از آنها بود.
سرانجام گوت‌ها نتوانستند وارد شهر شوند، پس به ایلریا و داکیا در تراکیه عقب‌نشینی کردند.